# Safety Spur
Der Safety Spur (englisch für Sicherheitssporn) ist ein kleiner Felssporn in der antarktischen Ross Dependency. In der Dominion Range ragt er aus einer wuchtigen und isolierten Anhöhe zwischen dem Ende des Vandament-Gletschers und der Westflanke des Mill-Gletschers auf.
Die Südgruppe einer von 1961 bis 1962 dauernden Kampagne im Rahmen der New Zealand Geological Survey Antarctic Expedition benannte ihn so, weil er im November 1961 der einzige sichere Anlandungspunkt für diese Mannschaft nach Überquerung des Mill-Gletschers war.